# Bombardements d'octobre-novembre 2022 en Ukraine
 (novembre 2022).
Les bombardements du 10 octobre 2022 en Ukraine sont survenus lorsque la Russie a lancé un grand nombre d'attaques de missiles à travers l'Ukraine, dans le cadre de l'invasion en cours de l'Ukraine par la Russie. Les missiles visaient des infrastructures critiques, telles que des centrales électriques, des sous-stations, des centrales thermiques, des transformateurs, des ponts, ainsi que 35 bâtiments résidentiels et une école. Dès le matin du 10 octobre, des explosions ont été signalées dans des dizaines de centres régionaux d'Ukraine et à Kiev,,,,,. Fox News a décrit ce bombardement massif de roquettes sur l'Ukraine comme la revanche de la Russie pour l'attaque du pont de Crimée.
Les missiles ont été lancés en plusieurs vagues depuis la mer Noire et la mer Caspienne par des avions Tu-95ms et Tu-22m 3. Ukrenergo a signalé que des interruptions de l'alimentation électrique sont possibles dans certaines villes et villages du pays. À 11 h du matin, onze installations d'infrastructure importantes dans huit régions et la ville de Kiev ont été endommagées à la suite des frappes.
Au départ, plus de 83 missiles et 17 drones Shahed ont été impliqués dans les frappes. Les forces de défense aérienne auraient réussi à abattre 43 missiles. La Russie a utilisé des missiles Kh-101, Kh-55, Kalibr, Iskander, F-300 et Tornado.

## Frappes de missiles en Ukraine

### Kiev

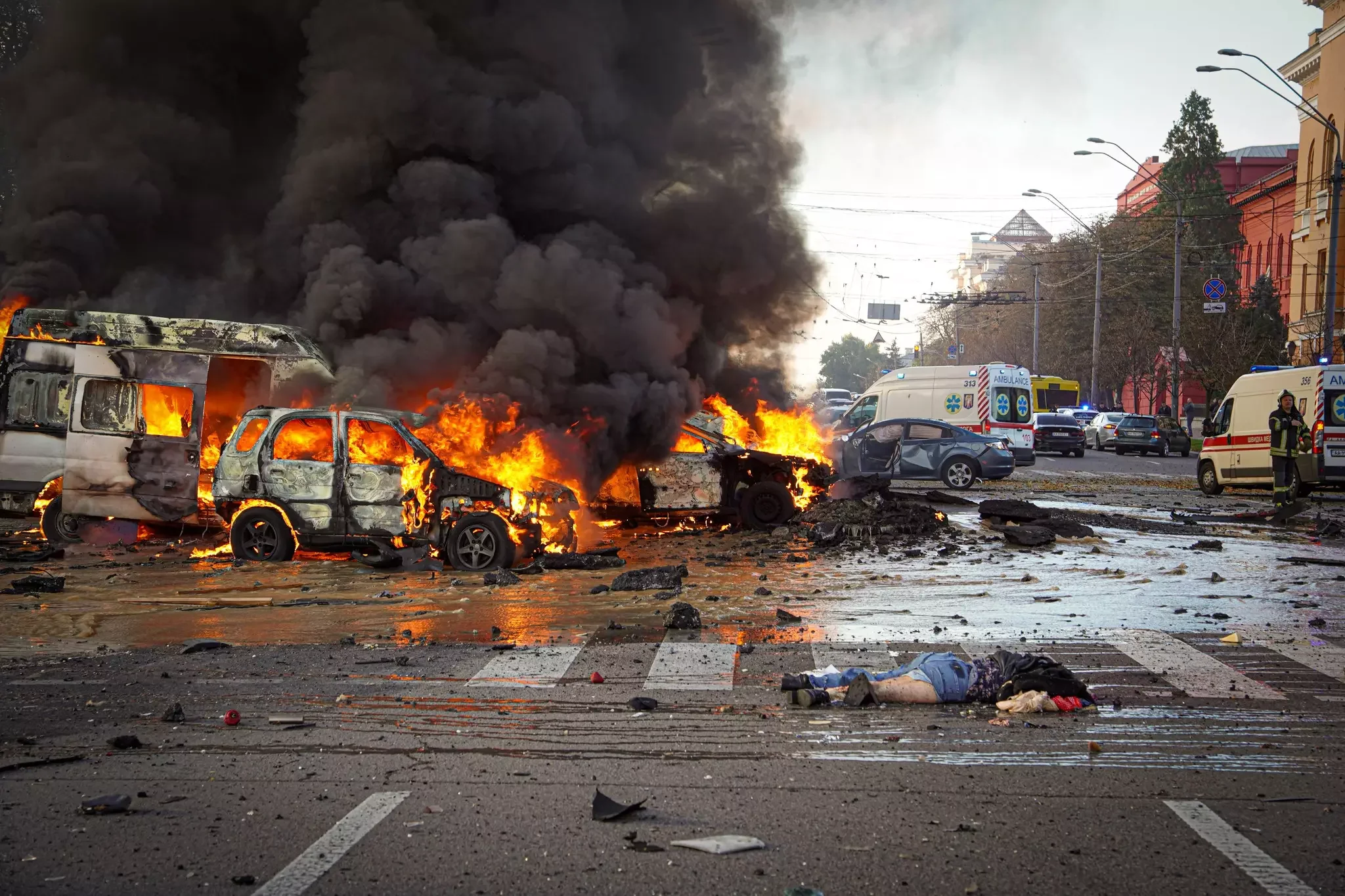
Attaque sur le centre-ville.

Dans la matinée du 10 octobre 2022, après l'annonce d'une alerte aérienne à grande échelle, plusieurs explosions ont retenti dans les raïons de Chevtchenko et Solomyanka à Kiev. Cela a été annoncé par le maire de la capitale Vitali Klitschko. Selon Anton Gerachtchenko, le conseiller du chef du ministère de l'Intérieur, l'une des roquettes à Kiev est tombée près du monument à Mykhaïlo Hrouchevsky dans la rue Volodymyrskaya,. Un missile a endommagé le pont de Verre de Kiev, sur la Centrale thermique Kyiv TEC 5.
Selon Rostyslav Smirnov, conseiller du ministre de l'Intérieur de l'Ukraine, au moins vingt-quatre personnes ont été blessées et huit ont été tuées, à la suite de plusieurs frappes dans différents endroits de Kyiv,. Un incendie s'est déclaré dans six voitures et plus de 15 voitures ont été endommagées. Les rames de métro ont cessé de fonctionner et les tunnels sont devenus les abris des citoyens.
De nouveaux bombardements aux drones kamikaze ont lieu le 17 octobre, faisant cinq morts.

### Lviv
À la suite de tirs de roquettes sur les installations énergétiques de Lviv, la ville a subi une panne d'électricité. L'eau de chauffage a également cessé d'être livrée aux appartements.

### Kharkiv
Au matin du 10 octobre, pas moins de trois frappes ont été enregistrées sur les infrastructures énergétiques de Kharkiv. Dans certaines zones, l'eau et l'électricité ont disparu.

### Odessa
Selon le chef d'Odessa OVA Maksym Marchenko, trois missiles et cinq drones kamikazes ont été abattus par les forces de défense aérienne dans la région d'Odessa.

### Dnipro
Dans le centre-ville de Dnipro, les corps de personnes tuées sur un site industriel à la périphérie de la ville ont été retrouvés, les fenêtres de la zone soufflées et le verre jonchant la rue.

### Autres régions
Les frappes ont été menées à Khmelnytskyï et Jytomyr, ainsi qu'à Ivano-Frankivsk, Ternopil et dans les régions de Soumy et Poltava.
L'électricité et l'approvisionnement en eau ont disparu à Poltava et il y a eu des coupures de courant sur le territoire de la région.

## Frappes de missiles dans d'autres pays

### Siège de Samsung en Ukraine
Samsung Electronics a confirmé que son siège ukrainien avait subi des dommages mineurs à la suite de l'attaque. Un missile a explosé près des bureaux de la tour 101, un gratte-ciel de la rue Lva Tolstoho. Il n'y a eu aucune victime parmi le personnel.

### Dommages à l'ambassade d'Allemagne
Le consulat d'Allemagne à Kiev a également été endommagé par un missile russe, bien qu'aucun responsable n'était présent, et le bâtiment diplomatique était inoccupé depuis des mois.

### Possible bombardement en Pologne
Le 16 novembre l'explosion d'un missile dans le village de Przewodów en Pologne cause la mort de deux civils. Le premier ministre polonais Andrzej Duda fait état d'un missile Russe dans un premier temps, avant de déclarer à la presse que ce dernier provenait probablement de la défense antimissile ukrainienne.

### Violation de l'espace aérien moldave
Nicu Popescu, le ministre des Affaires étrangères et de l'Intégration européenne (en) de la Moldavie, a annoncé que trois missiles russes lancés le 10 octobre depuis la mer Noire visant l'Ukraine ont traversé l'espace aérien moldave. Il a condamné cet événement dans les "termes les plus forts possibles" et l'a qualifié de violation du droit international. Popescu a également ajouté que l'ambassadeur de Russie en Moldavie, Oleg Vasnetsov, avait été convoqué pour fournir des explications.

## Réactions
Le ministre ukrainien des Affaires étrangères, Dmytro Kouleba, a annoncé l'interruption immédiate de ses visites en Afrique en raison d'attaques massives de missiles.
Le ministère de l'Éducation et de la Science a recommandé que toutes les écoles soient transférées à l'enseignement à distance d'ici le 14 octobre. Scarlett[Quoi ?] a annoncé que l'enseignement à temps plein serait annulé dans tout le pays d'ici la fin de la semaine.
La ministre allemande de l'Éducation, Bettina Stark-Watzinger, a qualifié les frappes de missiles russes sur Twitter de « nouveau point bas du terrorisme russe contre la population civile ukrainienne ». « D'après ces photos, une seule réponse peut être donnée : un soutien supplémentaire décisif à l'Ukraine, notamment par la fourniture d'armes. »
Lors d'une conversation téléphonique avec Olaf Scholz, Volodymyr Zelensky a accepté l'idée d'une réunion d'urgence du G7.
L'ambassade des États-Unis a exhorté ses citoyens à quitter l'Ukraine en raison des bombardements, qui constituent une menace directe pour la population civile et les infrastructures civiles.